# 沖縄県立首里高等学校
沖縄県立首里高等学校（おきなわけんりつ しゅりこうとうがっこう）は、沖縄県那覇市首里真和志町二丁目にある県立高等学校。

## 概要
歴史
1798年（嘉慶３年）に尚温王によって設立された「国学」の流れをくむ。1880年（明治13年）に「首里中学校」となる。数回の改組・改称を経て、現校名となったのは、沖縄が日本に返還された1972年（昭和47年）。2020年（令和2年）には創立140周年（国学としては220周年）を迎えた。
建学の精神
「海邦養秀」- 国学の創立者、尚温王による言葉。「海に囲まれた国から優秀な人材を輩出する」という意味。
校章
4枚の葉と桜の花弁の絵を背景にして中央に「髙」の文字を置いている。
校歌
1909年（明治42年）に制定。作詞は山口泰平他国漢科職員、作曲は糠塚卯助、宮田啓重による。歌詞は4番まであり、歌詞中に校名は登場しない。
設置学科
全日制課程 2学科
- 普通科 - 9学級（360名）
- 染織デザイン科 - 1学級（40名）

かつて存在した課程・学科
- 定時制 普通課程（1980年（昭和55年）3月廃止）
- 全日制 一般事務課程（廃止年月日は不明）
- 全日制 家庭課程-全日制課程 家政科（1981年（昭和56年）3月廃止）
- 全日制 食物課程-全日制課程 食物科（同上）
- 全日制 工芸課程-全日制課程 染織科→全日制課程 染織デザイン科（現在）に至る。

姉妹校
-  オナイダ高校

部活動
1958年（昭和33年）、戦後初めて全国高等学校野球選手権大会の沖縄代表として出場した。
女子なぎなた部は全国レベルの活躍をしている。

## 沿革
前史
- 1798年（寛政10年）4月 - 尚温王が国学を創立。当時の琉球の最高学府であった。首里真和志村内の中城御殿に仮設され、当初は「公学校所」と称した。
- 1800年（寛政12年）3月 - 当蔵村勘定座に移転。
- 1801年（享和元年）10月 - 龍潭池畔の松崎に校舎を新築移転し、「国学」に改称。
- 1879年（明治12年）4月 - 廃藩置県により、琉球王国は解体され（琉球処分）、国学が沖縄県庁の所轄となる。

正史
- 1880年（明治13年）12月9日 - 国学を「首里中学校」と改称。（創立記念日）
  - 首里役所長の瀧脇信敏が校長を兼任。学級数を6、修業年限を3年とする。
  - 入学資格を小学校卒業生の男子としたが、当時まだ小学校卒業生はいなかったため、旧来の生徒に歴史・作文の試験を実施し、その合格者38名に入学を許可。
- 1881年（明治14年）1月 - 開校し、授業を開始。
- 1887年（明治20年）3月 - 中学校令の施行により、「沖縄県尋常中学校」と改称し、修業年限を5年（現在の中学1年から高校2年に相当）とする。
- 1891年（明治24年） - 国学跡の校舎から現在の首里高等学校の敷地に移転。
- 1894年（明治27年）5月 - 初めて京阪地方への修学旅行を実施。
- 1895年（明治28年）10月から1896年（明治29年）3月までの間 - 尋常中学校ストライキ事件が発生。
- 1899年（明治32年）4月 - 中学校令の改正に伴い、「沖縄県中学校」と改称（尋常が除かれる）。生徒数の増加により、首里城内に仮教場を設置。
- 1901年（明治34年）5月 - 「沖縄県立中学校」に改称（「立」を加える）。
- 1909年（明治42年）12月9日 - 12月9日を創立記念日として制定。校歌を制定。
- 1910年（明治43年）4月 - 首里城内の旧建物を利用し、分校が設置される。
- 1911年（明治44年）4月 - 分校が沖縄県立第二中学校として分離・独立したことに伴い、「沖縄県立第一中学校」と改称。
- 1919年（大正8年）12月9日 - 制服を白・黒服から夏冬兼用の霜降服地に改定。
- 1925年（大正14年）- 校舎を改築。運動場を拡張。
- 1931年（昭和6年）4月 - 第1学年より作業科及び音楽科、第4・5学年には公民科を課す。
- 1934年（昭和9年）4月 - 第4・5学年に実業科として農業科および商業科を課す。また全学年に作業科を課す。
- 1940年（昭和15年）12月 - 寄宿舎「養秀寮」が完成。
- 1943年（昭和18年）
  - 4月 - 中等学校令の施行により、この時の入学生から修業年限4年となる。
  - 10月 - 教育ニ関スル戦時非常措置方策により、1940年（昭和15年）から1942年（昭和17年）までに入学した生徒にも修業年限4年が適用される。
- 1945年（昭和20年）6月16日 - 沖縄戦により壊滅。校長以下、職員・生徒合わせて約200名が戦死。
- 1946年（昭和21年）
  - 1月27日 - アメリカ合衆国統治下で「糸満高等学校 首里分校」として再発足。校地を首里赤田町三星クラブ跡に設置。
  - 2月27日 - 首里真和志町の旧首里第二国民学校跡に移転。
  - 3月31日 - 糸満高等学校分校より分離し、「首里高等学校」として独立。
  - 5月20日 - 知念高等学校大見武分校を併合。
  - 9月2日 - 糸満高等学校真和志分校を併合する。
  - 9月25日 - 沖縄戦で壊滅した旧沖縄県立第一中学校の校地・校舎を整理して、同地に移転。
- 1947年（昭和22年）10月1日 - 旧天妃国民学校跡に那覇分校が設置許可される。
- 1948年（昭和23年）
  - 2月 - 那覇分校が那覇高等学校として独立。
  - 4月1日 - 六・三・三学制改革により、修業年限を3年とする。
- 1952年（昭和27年）10月1日 - 定時制首里高等学校が開校。
- 1958年（昭和33年）
  - 4月1日 - 定時制首里高等学校を併合し、定時制課程を置く。
  - 4月3日 - 新たに一般事務課程、家庭課程、食物課程、工芸課程を設置。
  - 8月 - 第40回全国高等学校野球選手権大会に沖縄代表として初出場。「甲子園の土」が話題になる[1]。
- 1960年（昭和35年）4月1日 - 那覇連合教育委員会立首里高等学校を廃し、「琉球政府立首里高等学校」となる。
- 1962年（昭和37年）4月1日 - 家庭課程を家政科に、食物課程を食物科に、工芸課程を染織科に変更。
- 1972年（昭和47年）5月15日 - 本土復帰に伴い、「沖縄県立首里高等学校」（現校名）と改称。
- 1973年（昭和48年）4月1日 - 染織科を染織デザイン科に変更。
- 1976年（昭和51年）3月4日 - 日米高等学校交流プログラムを開始。
- 1979年（昭和54年）2月17日 - 養秀会館（同窓会館）が完成。
- 1980年（昭和55年）
  - 1月16日 - 新校舎が完成。
  - 2月18日 - 新校舎に移転完了。
  - 3月31日 - 定時制課程廃科となる。
  - 12月9日 - 創立100周年記念式典を挙行。
- 1981年（昭和56年）3月31日 - 家政科、食物科廃科となる。
- 2000年（平成12年） - 国学創建200年、沖縄県立第一中学校、首里高等学校創立120周年。

## 甲子園の土
1958年（昭和33年）の第40回全国高等学校野球選手権大会は史上初めて47都道府県の代表校が出場する記念大会となり、沖縄県勢として初めて本校が全国大会に出場した（春・夏通じての沖縄県勢初出場だった）。1回戦から3回戦までは阪神甲子園球場と阪急西宮球場の併催だったが、1回戦の対敦賀戦は阪神甲子園球場で行われ、試合結果0-3で敗退し、甲子園の土を持ち帰った。ところが、当時の沖縄県はアメリカ施政下にあり、那覇港で行われた琉球政府（琉球列島米国民政府の下部組織）による検疫の結果、甲子園の土は那覇港で処分された。
このことが大きく報じられ、それを知った日本航空のスチュワーデスが甲子園付近の海岸の石を拾い集めて寄贈した。現在この石は本校敷地内にある「友愛の碑」というモニュメントに埋め込まれており、沖縄県勢の甲子園初出場の記念として飾られている（当該項参照）。
その後、1972年（昭和47年）5月15日の沖縄返還までに、沖縄県勢は春8回（本校も2回）・夏4回（本校も1回）全国大会へ出場したが、沖縄返還年の南九州大会を制して第54回全国高等学校野球選手権大会に出場した沖縄県立名護高等学校が甲子園の土を初めて沖縄県へ持ち帰るまで、沖縄県勢は甲子園の土も西宮の土も持ち帰ることができなかった（本校の夏2回目の出場となった第45回全国高等学校野球選手権大会も第40回大会と同様に1回戦から3回戦までは阪神甲子園球場と阪急西宮球場の併催で、3回戦の対下関商戦が阪急西宮球場で行われ、試合結果0-8で敗退した）。

## 舞台となった作品
- 「ハイサイ!甲子園 〜島人が燃えた1958年〜」

2008年（平成20年）4月5日から8月20日まで小学館ビッグコミックオリジナルで沖縄県勢甲子園初出場50年目記念として連載される（全9話）。
- 「ちゅらさん」

沖縄有数の進学校「那覇北高校」として登場した。

## 交通アクセス
この項の出典 : 
モノレール
- 沖縄都市モノレール線 儀保駅より徒歩10分

路線バス
| 路線・系統                                                                               | 下車バス停          |
| ---------------------------------------------------------------------------------------- | ------------------- |
| 1番・首里牧志線 14・牧志開南循環線2 17番・石嶺（開南）線 346・那覇西原（鳥堀経由）線     | 首里高校前、徒歩1分 |
| 9・小禄石嶺線 13・石嶺おもろまち線 25・那覇普天間線 125・普天間空港線 97・琉大（首里）線 | 山川、徒歩2分       |

## 著名な卒業生
（卒業扱い含む）
- 伊波普猷（1894卒） - 学者　※1899年卒の伊波普成は実弟
- 漢那憲和（1894卒） - 衆議院議員、海軍少将
- 照屋宏（1894卒） - 那覇市長。元台湾総督府工務課長。台湾鉄道敷設に多大な貢献を残す。京都大学工学部卒。
- 金城紀光（1897卒） - 医者
- 真境名安興（1897卒） - 学者
- 饒平名紀腆（1898卒） - 医者
- 伊波普成（1899卒） - ジャーナリスト　※M29卒の伊波普猷は実兄
- 宮城鉄夫（1899卒） - 学者
- 東恩納寛惇（1900卒） - 学者
- 神山政良（1902卒） - 官吏、社会運動家。東京大学、オックスフォード大学卒。東京地方専売局長、名古屋専売局長を歴任。
- 胡屋朝賞（1903卒） - 教育者
- 当真嗣合（1904卒） - 衆議院議員、ジャーナリスト
- 志喜屋孝信（1905卒） - 沖縄民政府知事、琉球大学学長
- 島袋全発（1906卒） - 学者
- 山城正忠（1906卒） - 医者、文学者
- 高安玉兎（1907卒） - 首里市長
- 屋部憲伝（1907卒） - 沖縄最初の良心的兵役拒否者
- 比嘉静観（1908卒） - 牧師
- 仲吉良光（1908卒） - 復帰の父
- 又吉康和（1908卒） - 『琉球新報』社長
- 永丘智太郎（1908卒） - 社会運動家
- 新城朝功（1911卒） - ジャーナリスト
- 亀川哲也（1911卒） - 二・二六事件
- 池宮城積宝（1911卒） - 作家
- 尚琳（1911卒） - 貴族院議員、教育者、宜野湾御殿二世
- 徳田球一（1911卒） - 日本共産党創立、弁護士
- 伊礼肇（1912卒） - 衆議院議員
- 平良辰雄（1912卒） - 沖縄群島政府知事
- 下地玄信（1912卒） - 公認会計士創設者、公認会計士
- 佐喜眞興英（1913卒） - 民俗学者、裁判官
- 当間重剛（1913卒） - 那覇市長、琉球政府行政主席　※T7卒の当間重民は実弟
- 古波蔵保好 - エッセイスト、評論家
- 当間重民（1918卒） - 貴族院議員、那覇市長
- 渡名喜守定（1919卒） - 海軍大佐
- 安里積千代（1921卒） - 参議院議員
- 山里永吉（1921卒） - 作家
- 親泊朝省（1921卒） - 陸軍報道部長、敗戦後自決、大佐
- 金城朝永（1921卒） - 沖縄研究者
- 大田政作（1922卒） - 琉球政府行政主席 / のち東京・順天中学へ
- 山之口貘（1922卒） - 詩人
- 仲宗根政善（1925卒） - 教育者、言語学者、ひめゆり学徒隊引率教員
- 平良良松（1926卒） - 那覇市長
- 石野径一郎（1926卒） - 作家
- 当山全信（1927卒） - 海軍潜水艦伊四八潜艦長、回天作戦中に米駆逐艦に発見され撃沈、戦死後中佐
- 大田昌秀（1943卒） - 沖縄県知事、参議院議員
- 尚詮（1944卒） - 桃原農園代表、松山御殿二世
- 親泊康晴（1945卒） - 那覇市長
- 尚弘子（1950卒） - 農学者
- 外間寛（1954卒） - 法学者、行政法学者。中央大学教授、元同大学総長。
- 石原昌家（1961卒） - 社会学者
- 岸本建男（1962卒） - 名護市長
- 高良倉吉（1966卒） - 歴史学者
- ゴリ（1990卒）- コメディアン（ガレッジセール ）
- 赤嶺総理 - お笑いタレント
- 島袋彩子（1991卒）-アナウンサー
- 首里のすけ（2008卒） - タレント、オリジンコーポレーション代表
- 仲村美涼 - RBC琉球放送アナウンサー
- 佐久本浩志 - 沖縄テレビ放送アナウンサー
- ただのあきのり - お笑い芸人　FECオフィス
- 石嶺聡子（1993卒） - 歌手
- 小林真樹子（1996卒） - RBC琉球放送アナウンサー
- 伊是名夏子（2001卒） - 社会民主党常任幹事
- HIGH and MIGHTY COLOR（ユウスケ、MEG、カズト、mACKAz、SASSY）（2003卒） - ヘヴィロックバンド
- 比嘉康雄 - ソフトウェア開発者。日経BP技術賞情報通信部門部門賞、及び独立行政法人情報処理推進機構2006年日本OSS貢献者賞受賞。東京工業大学卒。
- 真栄田賢- コメディアン（スリムクラブ ）
- 下地紫野 - 声優
- 平良交一 - ミュージカル俳優、オペラ歌手
- なみちゃん - お笑い芸人 (沖縄県伊江村出身の男性ピン芸人、よしもとクリエイティブ・エージェンシー沖縄に所属)